# Campo de Níjar
El Campo de Níjar es una subcomarca situada en el sur de la provincia de Almería, España, y se sitúa a unos 23 km de Almería, la capital provincial. Actualmente, cuenta con más de 20 000 habitantes.

## Localidades
- San Isidro
- Campohermoso
- Puebloblanco
- Atochares
- El Viso
- Los Nietos
- Barranquete
- Los Grillos
- Los Nietos
- Las Casillas de Atochares

## Historia
A principios de 1900 el Campo de Níjar era de escasa población y las producciones agrícolas eran de secano y se basaban en trigo, alfalfa, cebada, maíz, etc. El cultivo de algodón que era el más escaso por el clima y apenas tuvo meses de duración.  Más tarde, entrando en el 1950 y desarrollando un gran papel el Instituto Nacional de Colonización se iba produciendo el cambio, se conoció como "el milagro almeriense", Almería vive una transformación agraria como nunca antes se había visto, surgen las nuevas infraestructuras y regadíos.
La adquisición de terrenos en mayoría se produjo en San Isidro, conocido en aquella época como una cortijada de escasamente unos 100 habitantes llamada Los Pipaces, más tarde ocurre lo mismo con Campohermoso, conocido en la época como Casasnuevas y un poco más tarde con Atochares, Puebloblanco y El Viso. A partir de 1958 surgen las iglesias de colonización, ampliación de viviendas, colegios, etc. En estas localidades empezaron a levantarse los primeros pozos y a inaugurarse los nuevos regadíos. A partir de 1970 el desarrollo urbanístico del Campo de Níjar aumenta bastante, las localidades citadas anteriormente crecen a un gran ritmo y la población va en aumento, llegando de diferentes puntos de la provincia de Almería y de la provincia de Granada para seguir con la adquisición de terrenos y construcción de invernaderos.

## Economía
Las principales fuentes de ingresos son la agricultura, predominando fundamentalmente el uso de invernaderos, siendo en este el municipio que más superficie de Invernaderos posee de España tras la zona de El Ejido.
La industria empieza a despegar siendo importante la relacionada con la industria auxiliar, también es importante la industria del plástico y ganadería.
Es destacable el tomate de La Cañada-Níjar, con denominación de origen, constituida por los terrenos ubicados en la comarca natural del Campo de Níjar y Bajo Andarax y por parte de Almería capital (La Cañada).

## Literatura
En 1960, el escritor español Juan Goytisolo publica la obra Campos de Níjar. Barcelona : Seix Barral,   Depósito Legal B 3577-1960 Oficina. Con ilustraciones fotográficas de Vicente Aranda. En la Revista Destino. Año 1960, No. 1169-1173 (enero), pag 13 y siguientes, se publican fragmentos de la misma. Al poco tiempo, y al parecer por haber difundido dicho artículo, esta revista tuvo prohibida su difusión en los kioskos de la provincia de Almería.[cita requerida]